# Operacja desantowa kerczeńsko-teodozyjska
Operacja desantowa kerczeńsko-teodozyjska – lądowanie wojsk radzieckich na Półwyspie Krymskim w grudniu 1941 roku podczas kampanii krymskiej.
Operacja została podjęta w celu odblokowania Sewastopola oblężonego przez niemiecką 11. Armię Ericha von Mansteina oraz wojska rumuńskie oraz wyzwolenia całego Krymu.

## Sytuacja przed operacją

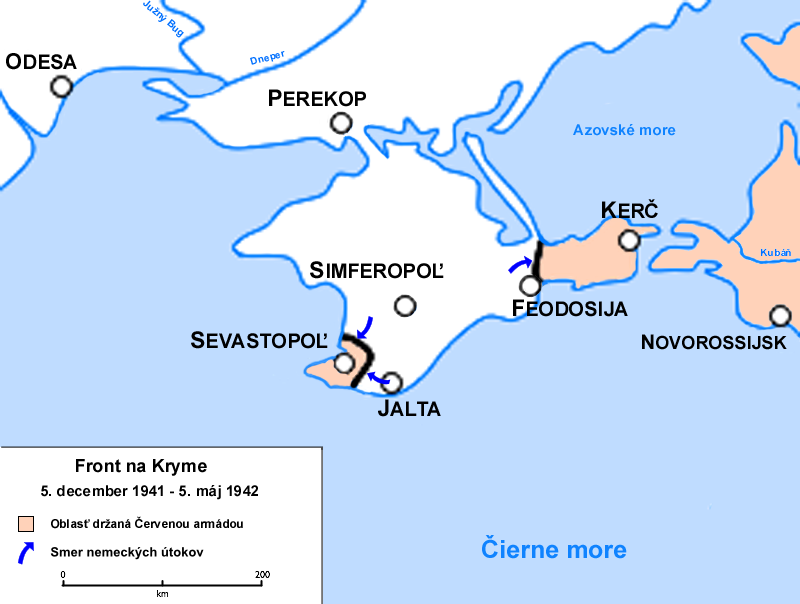
Przebieg linii frontu na Krymie w maju 1942 roku

7 grudnia 1941 roku Stawka wydała wojskom Frontu Północno-Kaukaskiego rozkaz przygotowania w ciągu dwóch tygodni operacji desantowej na Półwysep Kerczeński, z którego zamierzano jak najszybciej odblokować otoczoną od paru miesięcy twierdzę Sewastopolską.
Plan operacji zakładał jednoczesne wysadzenie dywizji 51. i 44. Armii w rejonie Kerczu i Teodozji. Wojska miała desantować Flota Czarnomorska, dowodzona przez wiceadmirała Filipa Oktiabrskiego, oraz wchodząca w jej skład Flotylla Azowska dowodzona przez kontradmirała S. Groszkowa. Datę rozpoczęcia operacji wyznaczono na 21 grudnia. Postanowiono jednocześnie wysadzić wojska 51. Armii gen. Władimira Lwowa na północnym i wschodnim wybrzeżu Półwyspu Kerczeńskiego, a 44. Armię gen. A. Pietruszkowa na południowym wybrzeżu i bezpośrednio w porcie Teodozji. Desant morski miał być wsparty przez desant powietrzny, wysadzony w rejonie Władysławowki. Miał on za zadanie przejąć znajdujące się tam nieprzyjacielskie lotniska.
Dowództwo Frontu Północno-Kaukaskiego pod koniec grudnia 1941 przydzieliło siły ok. 42 tys. żołnierzy do operacji desantowej przeciwko 25 tys. żołnierzy niemieckich i rumuńskich.
Flota radziecka nie posiadała okrętów desantowych, więc wojska transportowano zarówno dużymi okrętami, jak i barkami czy kutrami rybackimi.
Oczekiwanie na krążowniki „Krasnyj Krym” i „Krasnyj Kawkaz” opóźniło termin rozpoczęcia operacji.
17 grudnia 11. Armia gen. Mansteina rozpoczęła szturm twierdzy Sewastopolskiej. O godzinie 6:10 rozpoczęło się artyleryjskie przygotowanie, trwające z powodu oszczędności amunicji tylko trzy minuty. Pierwsze dwa dni walk spowodowały, że radzieckie dowództwo miało powody do głębokiego zaniepokojenia rozwojem sytuacji. Straty w ciągu tych dni wyniosły 3,5 tysiąca zabitych i rannych żołnierzy. Samodzielna Armia Nadmorska wprowadziła do walki swoje nieliczne odwody.
Na trwożne meldunki z Sewastopola Stawka zareagowała natychmiast. 20 grudnia zostały wydane rozkazy: wiceadmirałowi Oktiabrskiemu – przesunięcie operacji na późniejszy termin, dowódcy Frontu Zakaukaskiego – natychmiastowego przerzucenia do Sewastopola dywizji i dwóch brygad piechoty oraz wsparcia osłony lotniczej, co najmniej pięciu pułków lotnictwa myśliwskiego. Sewastopolski Rejon Obrony podporządkowany został dowództwu Frontu Zakaukaskiego, które podjęło decyzję natychmiastowego skierowania do twierdzy z Noworosyjska 79. Brygady Piechoty Morskiej, a następnie z Tuapse 345. Dywizji Strzeleckiej z 44. Armii. Związki te miały wziąć udział w przygotowywanej operacji desantowej.
Rano 21 grudnia oddziały te zostały wyładowane w porcie w Sewastopolu i od razu przystąpiły do walki. Szturm Sewastopola, który zmusił do zaangażowania w jego odparcie znaczne siły Floty Czarnomorskiej oraz niektóre związki przewidziane do operacji desantowej (79. Brygada Piechoty Morskiej, 345 Dywizja Strzelecka), spowodował, że dowództwo frontu musiało zmienić swoje plany.

## Przygotowania do operacji

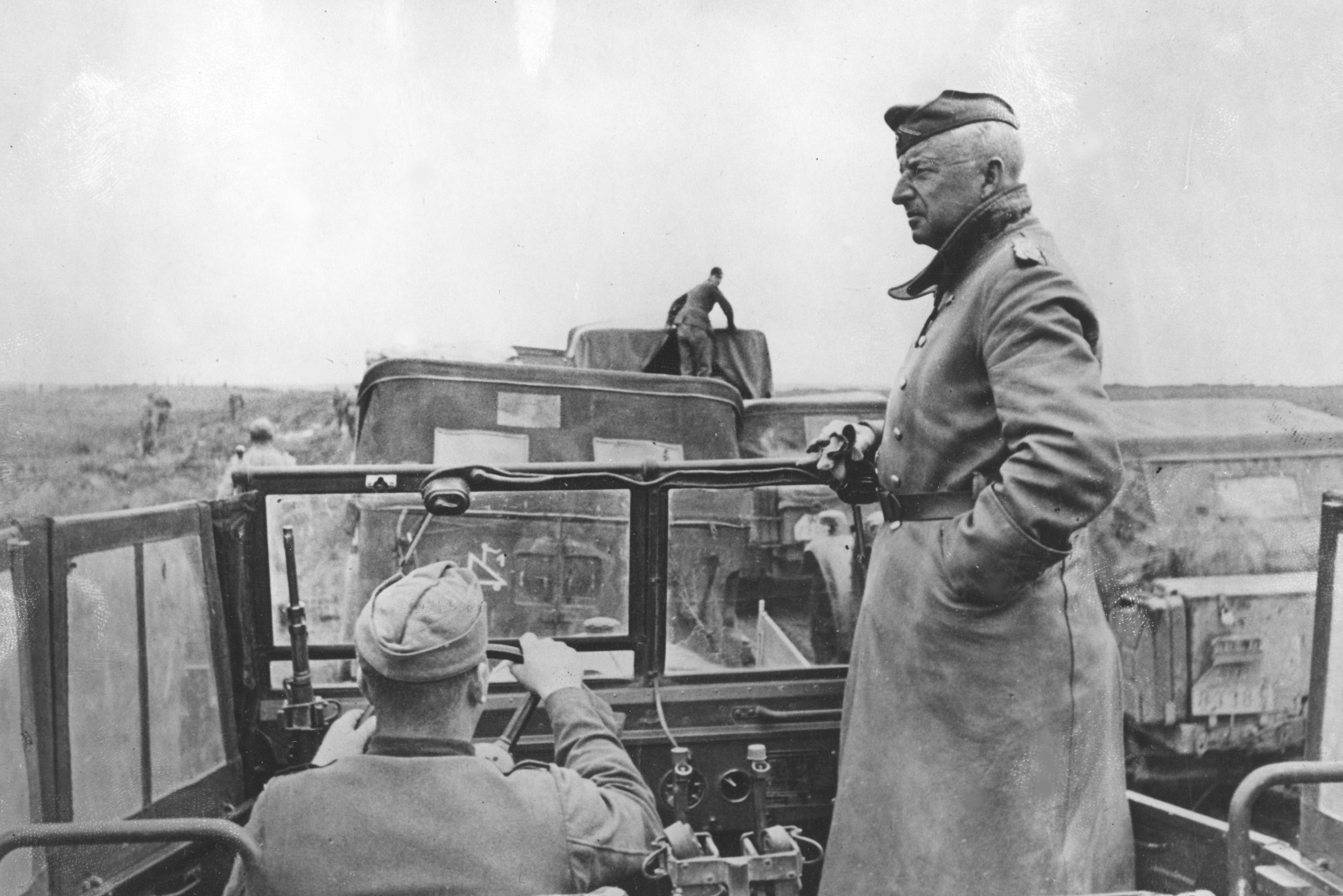
Gen. Erich von Manstein na froncie pod Kerczem

Ostatecznie zdecydowano operację przeprowadzić w dwóch terminach: 26 grudnia na Półwyspie Kerczeńskim miały lądować oddziały 51. Armii, a 29 grudnia powinny wylądować oddziały 44. Armii.
51 Armia otrzymała uzupełnienie w postaci: 224. Dywizji Górskiej, 390. Dywizji Strzeleckiej, 83. Brygady Piechoty Morskiej, 12. Brygady Strzeleckiej, 105. Pułku 77. Dywizji Górskiej oraz oddziałów artylerii i saperów.
51 Armia przed operacją skoncentrowała się w rejonie Tamania i Tiemriuka. Dowództwo Flotylli Azowskiej razem z dowództwem 51. Armii przybyło do Tiemriuka.
W czasie oczekiwania na desant oddziały szkoliły się w prowadzeniu operacji desantowych, aby podczas działań przebiegły one jak najsprawniej.
44. Armię skoncentrowano w rejonie miast Anapa i Noworosyjsk łącznie ze sztabami.
Do obrony Sewastopola przybyły dodatkowo z obwodu: 63. Dywizja Górska, 251. Pułk Górski i 633. Pułk Strzelecki.

## Plan i przebieg operacji
Plan zakładał, że desant będzie się składał z sześciu dywizji, dwóch brygad i dwóch pułków, liczących łącznie 41 930 ludzi, 256 moździerzy, 198 dział, 43 czołgi, 348 samochodów i traktorów.
Ostatecznie dowództwo sowieckie zdołało skoncentrować następujące oddziały: 44. Armia składała się z 9. Korpusu Strzeleckiego, który to w swoim składzie posiadał 236., 157. i 98. Dywizję Strzelecką oraz 251. Górki Pułk Strzelecki. Wzmocniona została dodatkowo 105. Górskim Batalionem Strzeleckim, 79. Batalionem Strzeleckim, 63. Górską Dywizją Strzelecką, 261. Korpusowym Pułkiem Artylerii, 547. PHB, 1/239. PA oraz 61. Batalionem Saperów. 51 Armia składała się z: 224., 396., 302. i 390. Dywizji Strzeleckiej, 12. Batalionu Strzeleckiego, 83. BPM, 265., 457., 456. Pułku Artylerii, 25. Korpusowego Pułku Artylerii, 1/7. GPMz, 75., 132., 205. Batalionu Saperów oraz 6. i 54. Batalionu Pontonowego. Ponadto w rezerwie frontu pozostawiono 156., 400., 398. i 404. Dywizję Strzelecką oraz 126. Batalion Pancerny.
Skoncentrowano też silne lotnictwo, w skład którego weszły 72., 25., 27. Dywizjon Myśliwski, 71. i 136. Dywizjon Szturmowy, 482. Pułk Myśliwski oraz 367. Pułk Lotnictwa Bombowego. W toku operacji zamierzano użyć ponad 250 okrętów i statków, w tym 8 okrętów wojennych podstawowych klas oraz 52 patrolowce i ścigacze torpedowe. Specjalnych okrętów desantowych flota radziecka nie miała. Możliwości bojowe kutrów w zimie były ograniczone. Do wsparcia ogniowego i osłony desantu skierowano około 500 samolotów lotnictwa frontowego i 160 samolotów ze składu Floty Czarnomorskiej.
Pomocnicze uderzenie wykonano częścią sił 51. Armii lądującej na Półwyspie Kerczeńskim. Około 5000 ludzi wylądowało 26 grudnia o godz. 6:30 przy mrozie i wichurze. Siły te przewieziono z oddalonego o 60 km portu Tiemriuk położonego po przeciwnej stronie Cieśniny Kerczeńskiej.
Główne uderzenie wykonano częścią sił 44. Armii w okolicach portu w Teodozji. Okręty, które wyruszyły 28 grudnia z bazy w Noworosyjsku, dotarły pod Teodozję przed świtem o 3:50. W ciągu siedmiu godzin wylądowało około 5400 ludzi.
Około 2 stycznia 1942 roku cały Półwysep Kerczeński został opanowany przez wojska radzieckie.
Dopiero 8 maja 1942 roku Manstein zorganizował kontrofensywę i ponownie zdobył Półwysep Kerczeński, zajmując Kercz w dniu 15 maja, jednak ostatnie wojska radzieckie na Półwyspie Kerczeńskim poddały się dopiero 18 maja. Podczas walk Niemcy i Rumuni wzięli do niewoli ogromną liczbę jeńców wojennych.